# Éléonore Rabut
Pour les articles homonymes, voir Rabut.
Éléonore Rabut, née le 24 avril 1819 à Bordeaux et morte le 25 décembre 1894 à Paris 10e, est une comédienne française.

## Biographie
Fille d’Élisabeth Chapat et de François Rabut, Éléonore a passé son enfance au couvent du Sacré-Cœur de Jésus et de Marie, étant initialement destinée au couvent, jusqu’à ce que sa vocation pour le théâtre se déclare après que sa mère l’avait conduite, pour la première fois, à la Comédie-Française, où l’on jouait les Enfans d’Édouard de Casimir Delavigne et Dominique le Possédé d’Épagny et Dupin. Les émotions qu’elle a ressenties ont décidé de son avenir, et elle a été retirée du couvent pour être élevée sous les yeux et par les soins du Prince de Condé, employeur de ses parents, qui les a convaincus de laisser la fille suivre sa vocation.
Sa famille ayant écrit deux lettres restées sans réponse à Mademoiselle Mars, elle s’est adressée à Mademoiselle Duchesnois qui, quoique fort malade alors, lui a conseillé de suivre les cours de Saint-Aulaire. Après trois ans de leçons chez ce professeur, elle a débuté aux Français, le 3 juin 1834. Le succès qu’elle a obtenu lui a valu, le 20 mai 1836, sur les avis de Michelot et de Madame Menjaud, d’accepter un engagement de Nicolas Ier de Russie. En Russie, elle a donné au théâtre Mikhailovsky de Saint-Pétersbourg, des représentations très appréciées. Elle jouait à Peterhof, quand une lettre de son père, souffrant de son absence, l’a rappelée en France.
Rentrée à Paris, le 14 août 1837 et ne pouvant toujours pas entrer à la Comédie-Française, elle s’est retournée vers les Français, qui lui dit d’attendre l’Odéon. Elle a alors trouvé un engagement à l’Ambigu, en attendant d’intégrer la Comédie-Française, où elle a débuté dans le rôle d’Elisabeth dans les Enfans d’Édouard. Comme l’étoile de Rachel commençait à se lever précisément dans les rôles de son répertoire, elle s’est alors, sans abandonner le drame, tournée, en 1838, vers la comédie, où sa diction pure et nette, un organe sympathique, l’ont fait remarquer même auprès de sa toute puissante rivale.
Considérée, en 1841, comme l’une des plus jolies et des plus gracieuses artistes de Paris, elle a réussi dans le genre dramatique. Après avoir passé 1843 à 1846 à Bruxelles, en octobre 1846, elle a fait ses débuts dans le Legs, à l’Odéon. Ayant rencontré, dans une tournée à Berlin, l’acteur Charles Fechter, elle l’a épousé, à son retour à Paris, en aout 1848.
Après un nouveau début à l’Odéon, dans Elmire du Tartuffe, elle est passée à la Gaité, en 1850, puis au Vaudeville de 1852 à 1854. Elle s’est produite à Paris de 1855 à 1868, à Londres, de 1869 à 1882, puis à Paris, de 1883 à 1894.
En 1881, à l’âge de 63 ans, après 26 ans de théâtre, elle a pris sa retraite avec 400 francs de pension. Elle avait été à la Comédie-Française une bonne pensionnaire et dans la vie privée, une excellente mère. Si bien douée pour le théâtre, elle n’a, en revanche, pas eu une existence des plus heureuses, en se mariant avec l’acteur Fechter. Ayant quitté la France, puis l’Angleterre pour l’Amérique, d’où non seulement il n’est jamais revenu, celui-ci y a, en outre, contracté un mariage bigame avec une actrice locale.
Elle avait eu de Fechter un fils, Paul (1856-1888), neveu de Paul Féval, qui avait montré, à l’âge de 7 ans, un talent extraordinaire en jouant, à Londres, avec son père, dans The Mountebanck de Dickens, mort tragiquement à 32 ans, le 29 mai 1888, après 48 heures d’agonie, à la suite d’un un exercice d’escrime avec son beau-frère,, et une fille, qui a été également actrice.
Le statuaire Carle Elshoecht a fait d’elle une statuette dont Jean-Jules Jacott a fait le dessin pour le Monde dramatique.